# 마이테 페로니
마이테 페로니(스페인어: Maite Perroni, 1983년 3월 9일 ~ )는 멕시코의 싱어송라이터, 배우, 모델이자, 음악 그룹 RBD의 구성원이였다. 멕시코의 텔레노벨라 레벨데, 넷플릭스 시리즈 검은 욕망 등이 대표작이다.
라틴 그래미상 후보에 오른 라틴 팝 그룹인 RBD의 멤버로 세계적인 스타가 됐다. 2016년에 안테스 무에르타 케 리치타에 출연했고, TVy노벨라스 올해의 여우 주연상을 수상했다.

## 음반 목록
- Eclipse de Luna (2013)